# 시큐롬
시큐롬(영어: SecuROM)은 소니 DADC에서 개발한 CD/DVD 복사 방지 소프트웨어로, 주로 마이크로소프트 윈도우에서 실행되는 상업적 컴퓨터 게임에 쓰인다. 시큐롬은 홈 미디어 복제 장치, 전문 복제자, 게임에 리버스 엔지니어링을 시도하려는 경우를 막는 것을 목표로 삼는다. 시큐롬 사용은 종종 논쟁을 일으켰는데, 게임을 지웠으나 시큐롬은 같이 지워지지 않았기 때문이었다. 2008년에 소비자들이 일렉트로닉 아츠에 집단 소송을 건 적이 있었는데, 게임 스포어에 사용된 시큐롬 때문이었다.

## 같이 보기
- 디지털 권리 관리
- 소니 BMG 루트킷 사건